# Новолядинский поссовет
Новолядинский поссовет — муниципальное образование со статусом городского поселения в составе Тамбовского района Тамбовской области России.
Административный центр — рабочий посёлок Новая Ляда.

## История
В соответствии с Законом Тамбовской области от 17 сентября 2004 года № 232-З установлены границы муниципального образования и статус поссовета как городского поселения.

## Население
| 2010  | 2012  | 2013  | 2014  | 2015  | 2016  | 2017  |
| ----- | ----- | ----- | ----- | ----- | ----- | ----- |
| 7771  | ↘7742 | ↘7737 | ↘7722 | ↘7594 | ↗7623 | ↘7448 |
| 2018  | 2019  | 2020  | 2021  |       |       |       |
| ↘7393 | ↘7208 | ↘7059 | ↗7587 |       |       |       |

## Состав городского поселения
| № | Населённый пункт        | Тип населённого пункта                  | Население |
| - | ----------------------- | --------------------------------------- | --------- |
| 1 | Берёзка                 | посёлок                                 | ↘669      |
| 2 | Военсовхоз «Новая Ляда» | посёлок                                 | ↘402      |
| 3 | Георгиевский            | посёлок                                 | ↗654      |
| 4 | Лесной                  | посёлок                                 | 24        |
| 5 | Новая Ляда              | рабочий посёлок, административный центр | ↗5548     |
| 6 | Рада                    | железнодорожная станция                 | ↘333      |
| 7 | Тамбовский Лесхоз       | посёлок                                 | ↘482      |